# Kapelle St. Wolfgang (Lindau)

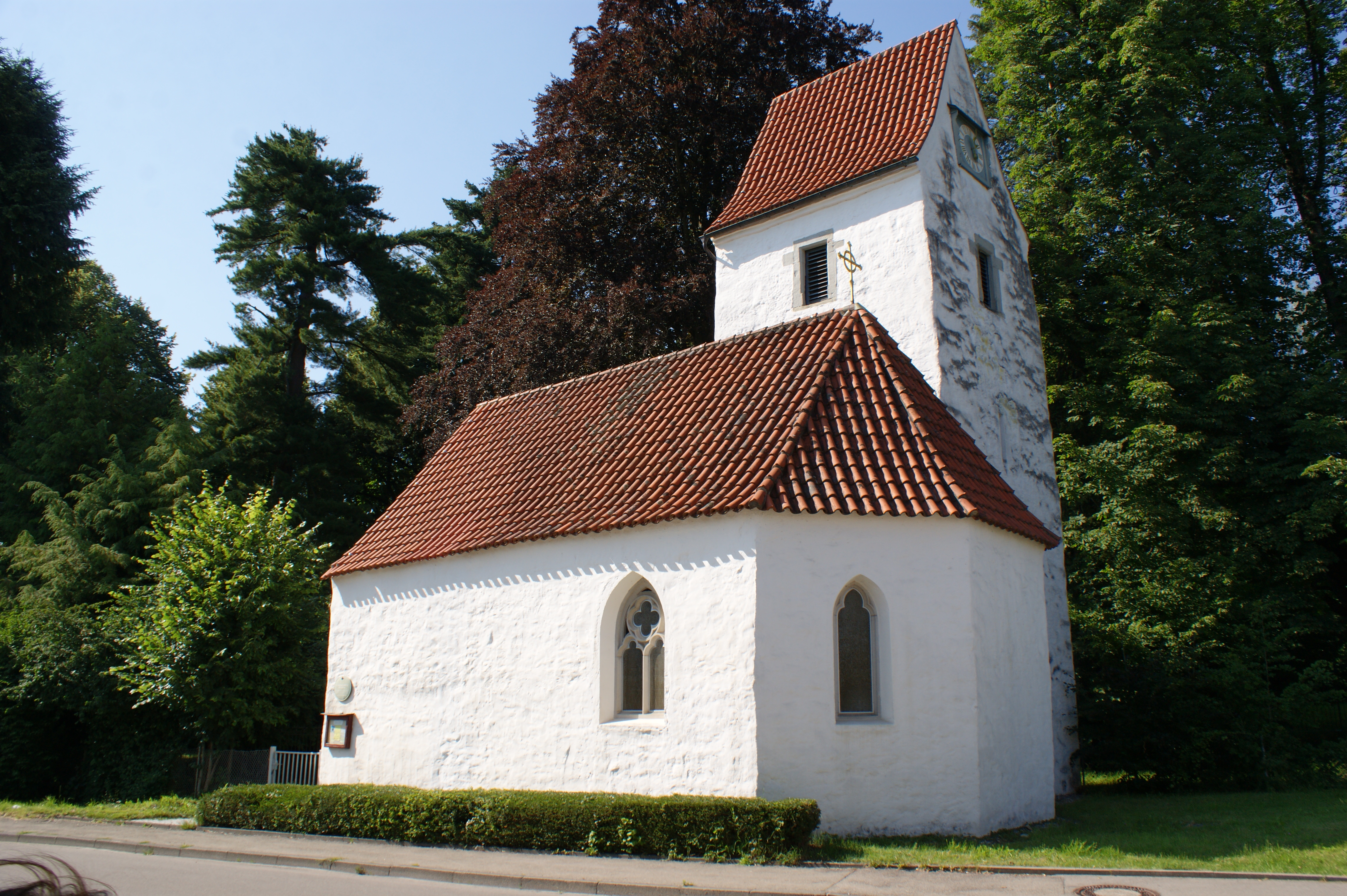
Sankt-Wolfgang-Kapelle (2020)

Die evangelisch-lutherische Kapelle St. Wolfgang ist einer der ältesten Sakralbauten in der bayerisch-schwäbischen Stadt Lindau (Bodensee) und denkmalgeschützt. Die romanische bzw. frühgotische Kapelle geht im Kern auf das 9. Jahrhundert zurück. Sie ist nach dem heiligen Wolfgang von Regensburg (924–994) benannt.

## Lage
Die Kapelle steht im Stadtteil Rickenbach direkt an der Rickenbacher Straße. Etwa 1200 Meter Luftlinie südöstlich befindet sich der Grenzübergang Oberhochsteg von Lindau-Reutin nach Hörbranz. Die Pfarrkirche St. Verena, welcher die Kapelle zugeordnet ist, befindet sich rund 1200 Meter Luftlinie nordwestlich.

## Geschichte
Die Kapelle und die Umgebung weisen auf eine lange Besiedelungszeit hin. Es wurden mittelalterliche und frühneuzeitliche Funde im Bereich der Kapelle gefunden.
Im Frühmittelalter hatte das Kloster St. Gallen seelsorgerische Aufgaben in Reutin. Ob bereits vor dem 9. Jahrhundert eine hölzerne Kapelle hier bestand, ist nicht gesichert nachweisbar. Bis 1317 hatte das Kanonissenstift Lindau das Patronat über die Reutiner Pfarrei. Es wird davon ausgegangen, dass die Chorherren des Stiftes diese Rechte gemeinschaftlich verwalteten, denn sie bezogen von dort Einkünfte. 1317 ging das Patronatsrecht auf das Heilig-Geist-Spital in Lindau über. Die Kirche von Reutin, St. Verena, wurde etwa im 15. Jahrhundert gebaut. 1528 wurde Lindau endgültig evangelisch, 1534 auch die Pfarre Reutin und damit die Kapelle St. Wolfgang.
Die heutige Kapelle wurde vermutlich im 13. oder 14. Jahrhundert errichtet und im 17. Jahrhundert verändert und im Inneren mit einer neuen Holzdecke versehen. 1769 wurde der Ortsteil Rickenbach von einem Hochwasser stark in Mitleidenschaft gezogen, die St. Wolfgangskapelle wurde davon verschont. Zu Beginn des 20. Jahrhunderts erfolgte wiederum eine große Renovierung der Kapelle und am Palmsonntag, 9. April 1911, die Wieder-Einweihung durch Dekan Casselmann, 1964 bis 1966 eine weitere Renovierung und am 2. Oktober 1966 die erneute Einweihung.
Die Kapelle dient heute der evangelischen Gemeinde als Winterkirche und für Konzerte, Taufen und Hochzeiten.

## Kapellenbau

### Außen
Der Kern der Kapelle stammt aus dem 9. Jahrhundert. Die über der Konsole des Vordachs befindliche Zahl 838 bezieht sich nicht auf den heutigen Kapellenbau. Es wurde vermutlich diese Jahreszahl auf das älteste belegbare Datum der Erwähnung dieser Kirche bezogen. Die ebenfalls dort befindliche Jahreszahl 1252 soll das Jahr der Erbauung der neuen Kapelle anzeigen, 1649 und 1911 die Jahre der umfassenden Renovierung der Kapelle. Im Lauf der Jahrhunderte wurde die Kapelle mehrfach verändert. Das heutige Aussehen hat sie überwiegend seit dem 13. Jahrhundert.
Die Kapelle hat einen rechteckigen Grundriss.

### Turm
Der in romanischem bzw. frühgotischem Stil erbaute, dreigeschossige Turm befindet sich an der Nordseite der Kapelle und ist auf drei Seiten freistehend. Durch die schmalen, schießschartenartigen Fenster erhält der Turm ein wehrhaftes Aussehen.
Die im Zweiten Weltkrieg zwangsabgelieferte Glocke wurde am Palmsonntag 1951 durch eine neue ersetzt, hergestellt von der Glockengießerei Gebhard. Sie trägt die Inschrift: Gib Frieden Herr zu unseren Zeiten. 1951.

### Innenraum
Die Kapelle hat einen unscheinbaren dreiseitigen, chorähnlichen Schluss. Im Innenraum ist vor allem das Altarbild von Jakob Bradl dominierend, das aus dem Jahr 1915 stammt und die Seepredigt Jesu zeigt. Unter dem Altarbild befindet sich eine Inschrift, welche auf den damals im Gange befindlichen Ersten Weltkrieg hinweist. Das Bild hatte damals 2200 Mark gekostet. Diese wurden von der Bayerischen Staatsregierung übernommen.
In den 1960er-Jahren wurde eine Heizung in der Kapelle eingebaut.

### Orgel
Um 1900 erhielt die Kapelle ein Harmonium, welches vermutlich 1910/1911 bei der großen Renovierung ersetzt wurde.
Heute befindet sich im Inneren links vom Altar eine Orgel in hellem Holzgehäuse von Mönch Orgelbau. Das 1988 eingebaute, einmanualige Instrument mit Pedal hat 6 klingende Register (davon ein Manualregister mit Schleifenteilung) und 297 Pfeifen.